# Phyllognathopus paracamptoides
Phyllognathopus paracamptoides is een eenoogkreeftjessoort uit de familie van de Phyllognathopodidae. De wetenschappelijke naam van de soort is voor het eerst geldig gepubliceerd in 1968 door Bozic.